# Alchemilla bourgeaui
Alchemilla bourgeaui é uma espécie de rosácea do gênero Alchemilla, pertencente à família Rosaceae.